# حافظه فقط خواندنی

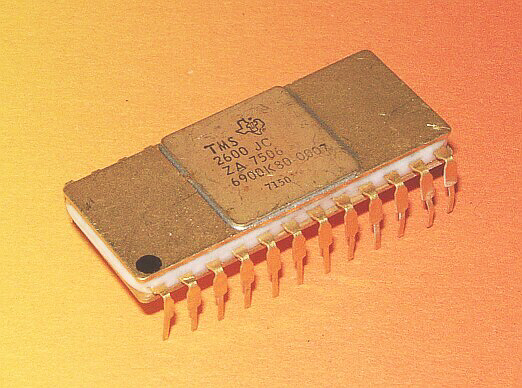
حافظه ۲۰۴۸ بیتی فقط خواندنی

حافظه فقط خواندنی (به انگلیسی: Read only Memory) که به‌طور مختصر ROM خوانده می‌شود یک حافظه دی‌آی‌پی است که از جنس نیمه‌هادی بوده و شامل اطلاعات دائمی است که از پیش توسط کارخانه سازنده و تولیدکننده رایانه در آن قرار داده شده‌است داده‌های ذخیره شده در ROM به راحتی قابل تغییر نیست، این اطلاعات مهم بوده و برای راه‌اندازی رایانه ضروری هستند.
این حافظه همچنین به نام سامانهٔ ورودی/خروجیِ پایه (به انگلیسی: Basic Input/Output System یا BIOS) هم نامیده می‌شود.

## جستار های وابسته
- رام کارتریج
- تصویر رام
- حافظه
- حافظه خواندنی-نوشتنی
- حافظه فَرّار
- حافظه دسترسی تصادفی
- حافظه پنهان
- ثبات
- حافظه مجازی
- حافظه فلش
- صفحه‌بندی (رایانه)
- تقسیم حافظه
- حفاظت از حافظه